# Васильева, Мария Васильевна (певица)
Мария Васильевна Васильева (в замужестве Асламас; 5 августа 1926, Салагаево, Чувашская АССР — 3 февраля 2016, Чебоксары) — советская певица и звукорежиссёр

.

## Биография
Родилась 5 августа 1926 года в деревне Салагаево Канашского района (ныне — Янтиковского) Чувашской АССР в семье Пелагеи Сергеевны и Василия Семёновича Семёновых; её отец был участником Гражданской войны и воевал под командованием М. В. Фрунзе.
В 1940 году поступила и в 1943 году окончила Канашское медицинское училище. До окончания Великой Отечественной войны работала медсестрой в больнице деревни Турмыши Янтиковского района.
После окончания войны, в 1946—1952 годах, обучалась в Чувашской оперной студии при Саратовской государственной консерватории. По окончании обучения была зачислена в штат Ансамбля песни и танца Чувашской АССР.
С 1951 года была участницей Чувашского женского вокального квартета (М. В. Васильева, З. Ф. Денисова, В. Н. Корнишина, Т. И. Чумакова), который стал лауреатом Всесоюзного конкурса и участником 6-го Всемирного фестиваля молодёжи и студентов в Москве (1957). Квартет исполнял много русских и чувашских песен, которые для них писал чувашский композитор Анисим Асламас. Почти два десятилетия этот музыкальный коллектив был признанным исполнителем как в Чувашии, так и за её пределами.
В 1962 году М. В. Васильева стала работать звукорежиссёром на недавно открывшейся Студии телевидения Чувашии. Проработав главным звукорежиссёром на телевидении 22 года, вышла на заслуженный отдых.
В 1953 году Мария Васильевна вышла замуж за Асламаса Анисима Васильевича; в 1954 году у них родилась дочь Татьяна, в 1959 году — сын Алексей, который стал пианистом и дирижёром.
Умерла 3 февраля 2016 года. Сын Алексей скоропостижно скончался 8 февраля 2016 года в Чебоксарах, куда приехал на похороны матери.
В 2017 году В Национальной библиотеке Чувашской Республики прошёл вечер памяти заслуженного работника культуры Чувашии Марии Васильевны Асламас и её сына, пианиста и дирижёра чешского оркестра «Камерата Брно» Алексея Анисимовича Асламаса.
Фирмой «Мелодия» были выпущены пластинки Чувашского женского вокального квартета. Свыше 100 записей квартета хранится в фондах Чувашского радио и телевидения.

### Личная жизнь
- Муж — Асламас, Анисим Васильевич, чувашский композитор.
  - Дочь — Татьяна
  - Сын — Алексей (1959-2016), пианист и дирижёр.

## Награды
- Заслуженный работник культуры ЧАССР (1977), Отличник телевидения и радио СССР (1981).
- Победитель социалистического соревнования (1973).
- Лауреат 1-го Фестиваля студентов и молодёжи Чувашии (1957), лауреат конкурса Верхне-Волжского куста РСФСР (1957), лауреат Всесоюзного конкурса Советской молодёжи (1957).
- Награждена медалями «За доблестный труд в Великой Отечественной войне 1941—1945 гг.», «За доблестный труд» в ознаменование 100-летия со дня рождения В. И. Ленина, «Ветеран труда», а также юбилейными: «50 лет Победы в Великой Отечественной войне 1941—1945 гг.», «60 лет Победы в Великой Отечественной войне 1941—1945 гг.» и «65 лет Победы в Великой Отечественной войне 1941—1945 гг.».